# Don Camillo (film 1952)
Don Camillo è un film del 1952 diretto da Julien Duvivier.
La pellicola è liberamente ispirata ai personaggi creati da Giovannino Guareschi in una serie di racconti (1946-47), poi riuniti in volume nel marzo 1948 dall'editore Rizzoli. Si tratta del primo episodio della celebre saga con protagonisti Peppone e don Camillo, interpretati rispettivamente da Gino Cervi e Fernandel. Nel 1953 uscì il primo sequel, Il ritorno di don Camillo, diretto dallo stesso regista.
Il film è stato selezionato tra i 100 film italiani da salvare.

## Trama
Brescello, Bassa emiliana, giugno 1946. Negli ultimi giorni del Regno d'Italia don Camillo, parroco impulsivo ed esuberante che non rinuncia a immischiarsi in faccende politiche, rimane molto contrariato per la vittoria alle elezioni amministrative locali di Giuseppe Bottazzi, detto Peppone, capo della sezione locale del PCI, nonché suo vecchio amico, sebbene i litigi tra i due siano all'ordine del giorno. Mentre Peppone tiene un comizio don Camillo suona le campane della chiesa per intralciare la manifestazione. I comunisti allora sembra vogliano assaltare la Chiesa, ma in realtà vanno ad acclamare Peppone, che dal balcone della sua casa mostra il suo ultimo figlio appena nato. Anche il neonato è fonte di un ennesimo bisticcio tra i due: Peppone lo vuole chiamare Libero Antonio Lenin, ma don Camillo non ne vuole sapere; alla fine i due si accordano, sbrigando la faccenda a modo loro, per Libero Antonio Camillo Lenin.
La rivalità tra i due prosegue: don Camillo incendia una casa di campagna diroccata, dove aveva scoperto che Peppone nascondeva un'ingente quantità di armi da guerra da usare per la rivoluzione proletaria, e si impossessa di un fucile mitragliatore MAB 38. Peppone proclama nei suoi comizi il progetto della costruzione di una casa del popolo; don Camillo, non comprendendo dove il sindaco possa trovare i fondi, lo accusa di essersi appropriato di dieci milioni di lire che egli aveva dichiarato sequestrate dai fascisti durante la seconda guerra mondiale. Il sindaco allora presenta al Parroco un attestato, in cui dichiara di adoperare il denaro ancora in suo possesso per la costruzione della casa del popolo, ma don Camillo lo costringe, minacciandolo con il mitra, a fare costruire anche una città giardino per i bambini del paese e così a Peppone non rimane che arrendersi.
Montano intanto le proteste dei disoccupati. Peppone e la giunta comunale, a corto di fondi, stabiliscono di tassare i terreni dei possidenti a 1.000 lire alla biolca: Filotti, il maggior possidente della zona, si oppone e i comunisti reagiscono con uno sciopero. Lo sciopero delle maestranze agricole, che si rifiutano di coltivare i campi e di mungere le vacche dei possidenti a rischio di provocarne la morte, che saranno salvate in segreto da don Camillo e Peppone, si incrocia con la vicenda di Gina Filotti e Mariolino Della Bruciata, due giovani innamorati che non possono sposarsi perché non riescono a ottenere il consenso delle famiglie, tra cui scorre rivalità politica: il padre di Mariolino è un collaboratore di Peppone, mentre il nonno di Gina è un fidato amico di don Camillo.
Lo sciopero finisce, ma giungono in paese, ormai in ritardo, alcuni comunisti dalla città che Peppone aveva chiamato come rinforzi. Si fermano comunque a Brescello, ma commettono la leggerezza di prendere in giro don Camillo. Egli, indispettito, gli scaraventa addosso un tavolo: ne segue una scazzottata epica e don Camillo ne manda quindici all'ospedale, guadagnandosi l'ammonizione del vescovo, avvertito da Peppone della bravata del parroco.
I Filotti e i Della Bruciata dovrebbero venire riconciliati dalla signora Cristina, vecchia maestra del paese, cui i due giovani chiedono di tentare una mediazione. Quando però la signora muore all'età di 85 anni in seguito a una caduta dopo poco, l'opportunità sfuma. L'anziana maestra, fervente monarchica, aveva fatto promettere a Peppone di usare la bandiera reale durante il suo funerale e, malgrado l'opposizione dei suoi collaboratori, Peppone rispetta le ultime volontà della defunta. I Filotti e i Della Bruciata vietano dunque il matrimonio a Mariolino e Gina, che vengono fermati da Peppone e don Camillo mentre tentano di suicidarsi, buttandosi nel Po. Il parroco promette ai due che verranno sposati dal vescovo, in visita al paese per l'inaugurazione della casa del popolo e della città giardino.
Peppone simpatizza subito con il vescovo accompagnandolo in paese: il prelato assiste all'inaugurazione della casa del popolo prima di celebrare il matrimonio tra i due, deludendo don Camillo. La sera delle nozze tra Mariolino e Gina, don Camillo partecipa a una rissa tra i proprietari terrieri e gli uomini di Peppone: il vescovo, che lo aveva già ammonito per la precedente rissa con i comunisti di città, lo invia a Montenara, un paesino di montagna.
Il giorno della partenza don Camillo rimane deluso dal fatto che nessun parrocchiano si sia presentato per un saluto, per timore delle rappresaglie minacciate da Peppone. Partito in solitudine trova però i compaesani ad attenderlo alla prima fermata, con un coro e con così tanti doni che il sacerdote a fatica riesce a caricarli sul treno. Commosso, rimane ancora più sorpreso nel trovare alla stazione seguente Peppone e i suoi, accompagnati dalla banda comunale che lo accoglie suonando L'Internazionale. Tra cordialità e minacce i due si salutano, con l'augurio reciproco di rivedersi presto. Per suggellare l'evento, don Camillo libera due colombi regalati dai parrocchiani.

## Produzione

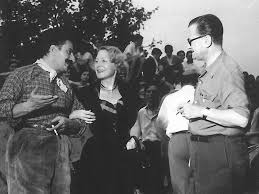
Giovannino Guareschi e Julien Duvivier sul set del film.

Il film è ispirato (spesso molto liberamente) ad alcuni racconti di Guareschi della serie dedicata alle figure immaginarie di don Camillo e di Peppone. Per la precisione sono stati utilizzati i racconti Peccato confessato (1946), Il battesimo (1947), Rivalità (1947), Incendio doloso (1947), Inseguimento (1947), Giulietta e Romeo (1947), Scuola serale (1947), Il proclama (1947), Finto funerale (1947), Uomini e bestie (1947), Quelli di città (1947), Passa il "giro" (1947), Football (1947), Democrazia (1947), La maestra vecchia (1947), I bruti (1947), La festa (1947), Delitto e castigo (1947), Giallo e rosa (1947).
Tuttavia lo scrittore ambientò i suoi personaggi a Ponteratto, un paese immaginario della Bassa Padana. Visto che lo scrittore era originario della provincia di Parma, per girare il film furono cercati paesi in quella zona ma, per motivi politici, questi rifiutarono le riprese. Furono quindi cercati altri paesi emiliani vicini, fino ad arrivare al comune di Brescello, che accettò.

### Il "crocifisso parlante"
Celebre nelle scene di tutta la saga è il Crocifisso "parlante" della chiesa parrocchiale di Santa Maria Nascente. La sua realizzazione fu affidata allo scenografo veronese Bruno Avesani, che si avvalse della collaborazione di un falegname di Brescello, Emilio Bianchini. Quest'ultimo scolpì il crocifisso utilizzando un legno leggero di cirmolo, mentre la croce, in legno leggero di balsa, fu ulteriormente alleggerita svuotandola all'interno, per facilitarne gli spostamenti durante le scene. L'opera finita pesava solamente 13 kg. Il volto di Gesù Cristo fu realizzato con tre diverse espressioni, interscambiabili a seconda delle scene, tuttavia soltanto una è rimasta ai giorni nostri. Il crocifisso fu infatti donato dalla Rizzoli alla stessa chiesa parrocchiale e, benedetto, è tuttora conservato nella cappella laterale.
Per donare una voce sufficientemente carismatica al crocifisso si decise di affidarne il doppiaggio italiano a Ruggero Ruggeri, uno dei più prestigiosi attori teatrali italiani dell'epoca. Ruggeri fu la voce del crocifisso anche nel film successivo, Il ritorno di don Camillo, mentre venne sostituito da Renzo Ricci negli ultimi tre episodi della saga. Nella versione francese, invece, la voce del crocifisso fu, nei primi tre film, quella di Jean Debucourt (1894–1958), raffinato attore e regista teatrale della Comédie-Française, sostituito nel quarto da Paul-Emile Deiber (1925-2011), che era stato allievo proprio di Debucourt. Nel quinto film la voce del crocifisso è doppiata da Jean Topart (1922-2012).

### Riprese
Le riprese si svolsero dal 7 settembre al 24 novembre 1951.

#### Esterne

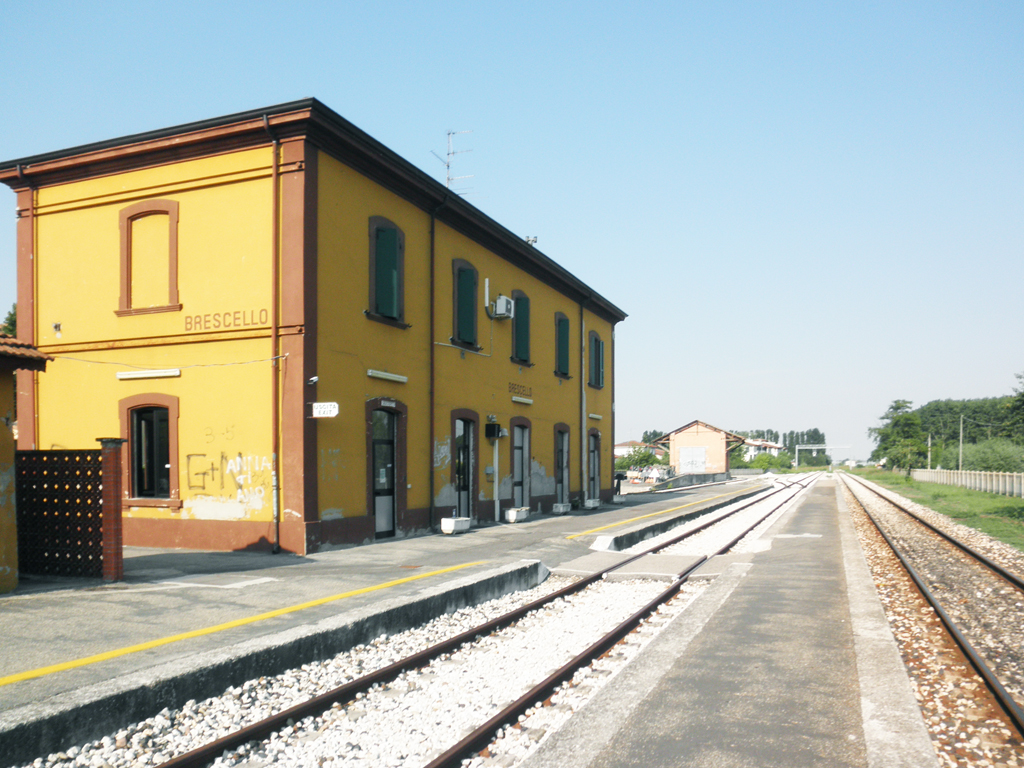
La stazione di Brescello-Viadana usata in questo episodio e in tre dei quattro sequel

Le riprese esterne sono state girate principalmente nei paesi di Brescello e Boretto, entrambi in provincia di Reggio Emilia. La panoramica aerea iniziale è quella di Brescello: la piazza del comizio è piazza Matteotti, filmatissima è via Giglioli, la chiesa di don Camillo è Santa Maria Nascente, la casa di Peppone è in via Carducci, il Centro Culturale San Benedetto è un ex convento usato per simulare l'officina di Peppone, la posa della prima pietra della Casa del Popolo di Peppone è in via della Repubblica, la stazione ferroviaria è la stazione di Brescello-Viadana.
Per la sequenza della processione, invece, serviva al regista una strada che conducesse direttamente agli argini del Po: si preferì allora spezzare la scena in due, con una prima parte girata a Brescello, che mostra don Camillo che si avvia reggendo il crocefisso, lasciandosi alle spalle Santa Maria Nascente; e una seconda dove il parroco incontra Peppone con i suoi e insieme si avviano verso il grande fiume, realizzata in realtà in via Pietro Saccani a Boretto.
La proprietà detta "la Bruciata" è in realtà Corte San Giorgio (tenuta Favagrossa), situata a Lentigione, frazione di Brescello.
Per quanto riguarda le stazioni che si vedono nel finale, esse si trovano sulla ferrovia Parma-Suzzara che ai tempi delle riprese era una linea in concessione gestita dalla Società Veneta (SV). Don Camillo prende il treno alla stazione del paese, che ha il nome composito di Brescello-Viadana. Nella realtà, le stazioni successive dovrebbero essere Sorbolo, in direzione Parma, oppure Boretto, in direzione Suzzara, ma nella finzione filmica don Camillo trova i suoi sostenitori presso una stazione il cui esterno è ancora quello di Brescello-Viadana. Le riprese della seconda stazione, dove il protagonista incontra Peppone e i comunisti, è quella di Gualtieri che rispetto a Brescello-Viadana si trova in direzione Suzzara (la stazione successiva a Gualtieri è Guastalla), contraria a quella dove avrebbe dovuto dirigersi, ovvero le montagne del parmense.

#### Interni
L'interno della chiesa in questo film e nei due successivi della saga, è stato girato negli studi di Cinecittà a Roma. Quindi quello che vediamo nei primi tre film è una ricostruzione in un'ambientazione di Cinecittà. Va ricordato che siamo in un paese cattolico (Italia), nel 1950, il vescovo proibì categoricamente le riprese di scene cinematografiche in un luogo sacro della sua diocesi (a Brescello). Da qui la scelta della produzione di ricostruire tutto e girare negli studi di Cinecittà a Roma. Sarà concesso per gli ultimi due film della saga e l'interno della chiesa sarà poi quello della chiesa di Brescello, perché le cose, per vari motivi, erano cambiate.

## Colonna sonora
La colonna sonora fu composta dal maestro Alessandro Cicognini. Il leitmotiv del Don Camillo, erroneamente considerato semplicistico, persino un lavoro minore se paragonato alle composizioni del maestro abruzzese per pellicole più impegnate (Quattro passi fra le nuvole, Ladri di biciclette, Sciuscià, Umberto D., ecc.) ha come ritornello un tema da canzoncina religiosa, ritmato sul suono delle campane; nel finale viene addirittura intonato dalle voci bianche che accompagnano i fedeli recatisi a salutare don Camillo alla stazione («la rondine vuol partir, a Primavera ritornerà... torna torna al nostro cuor, torna torna al nostro amor»). La partitura originale era andata perduta e solo nel 2009 è stata ricostruita, partendo dalle registrazioni delle scene del film. Le musiche, eseguite dall'Orchestra Sinfonica del Conservatorio di Alessandria, sono state registrate e pubblicate su un CD, prodotto da Cinevox Record.

## Distribuzione

### Data di uscita
In Italia il film fu proiettato in pubblico per la prima volta il 15 marzo 1952.
Di seguito sono riportati i titoli e le date di distribuzione del film all'estero:
- Francia: Le Petit Monde de don Camillo, 4 giugno 1952
- Germania Ovest: Don Camillo und Peppone, 31 ottobre 1952
- Giappone:  陽気なドン・カミロ (Yōkina don kamiro), 8 giugno 1954
- Austria: Don Camillo und Peppone, dicembre 1952
- Belgio: De kleine wereld van Don Camillo (titolo Fiammingo), data non disponibile
- Svezia: Don Camillo och hans lilla värld, 8 dicembre 1952
- Danimarca: Don Camillos lille verden, 13 ottobre 1952
- U.S.A.: The Little World of Don Camillo, 13 gennaio 1953
- Regno Unito: Little World of Don Camillo, 1953
- Finlandia: Isä Camillon kylä, 9 aprile 1954
- Portogallo: Dom Camilo, 27 aprile 1953
- Argentina: El pequeño mundo de Don Camilo, 10 settembre 1953
- Grecia: Don Camillo, data non disponibile
- Spagna: Don Camilo, 27 settembre 1953
- Brasile: Dom Camilo, data non disponibile
- Ungheria: Don Camillo kis világa, data non disponibile
- Repubblica Ceca: Maly svet dona Camilla, data non disponibile
- Polonia: Mały światek Don Camilla, data non disponibile

### Doppiaggio
In tutte le cinque pellicole che compongono la serie Fernandel è doppiato da Carlo Romano, noto anche come voce italiana di Jerry Lewis. Il motivo pare risiedesse nel fatto che, a parte Lewis, Romano era solito doppiare attori corpulenti e robusti (aveva infatti una voce da persona "di un certo peso", come del resto era Romano fisicamente) e se si considerano le polemiche sorte sul fatto che Fernandel fosse troppo magro ed esile per incarnare l'imponente pretone creato da Guareschi, il "vocione" di Romano contribuiva (quanto le inquadrature studiate da Duvivier) a "fare dimenticare" un pochino la magrezza dell'attore.
La voce del narratore è quella di Emilio Cigoli (e resterà la sua anche nei successivi due seguiti, mentre diverrà quella di Sergio Fantoni nel quarto film e di Riccardo Cucciolla nel quinto).

### Differenze di versione
La versione francese presenta scene che non compaiono in quella italiana. Per esempio: quando i due amici-nemici mungono le mucche nella stalla "occupata", oltre a mungerle, don Camillo fa nascere pure un vitellino; la sequenza finale del tentato suicidio è più lunga e drammatico-realistica (Gina e Mariolino vengono mostrati meglio quando s'immergono nel fiume per uccidersi). Quando don Camillo si picchia con i comunisti venuti dalla città per lo sciopero, la scena è più lunga; dopo la confessione di Peppone, il calcio, che nella versione italiana si intuisce più che vedersi, oltralpe si vede molto chiaramente; il funerale della signora Cristina è più lungo e accuratamente filmato; oltre che con il crocifisso, c'è un brevissimo dialogo fra il parroco e la statua della Madonna.
Nella versione in inglese la voce narrante è quella di Orson Welles.

## Accoglienza

### Incasso
Il film fu uno dei più alti incassi mai visti in Italia: infatti guadagnò oltre un miliardo e mezzo di lire, risultando così il maggiore successo dell'anno, oltre che il più alto incasso italiano di sempre per l'epoca.
Don Camillo detiene a oggi il quattordicesimo posto nella classifica dei film italiani più visti di sempre, con 13 215 653 spettatori (numero enorme, viste le disponibilità economiche della gente).
Anche in Francia Don Camillo fu visto da 12 790 676 spettatori ed è tuttora il 17° film più visto di sempre.
Benché il film fu un enorme successo per quanto riguarda gli incassi, attorno al dibattito tra i critici cinematografici di sinistra e il cinema popolare si formò un dibattito sul "film d'appendice", che si svolse nel 1955-56 su L'Unità.

## Riconoscimenti
- 1952 – Nastro d'argento
  - Migliore attore straniero che abbia lavorato in Italia a Fernandel[14]
- 1953 – Deutscher Filmpreis
  - Coppa d'argento[14]
- 1953 -– National Board of Review
  - Miglior film straniero dell'anno[14]
- 1954 – Premio BAFTA
  - Candidatura come miglior film internazionale (Italia e Francia)[14]

## Sequel
Il film ebbe quattro seguiti, per un totale quindi di cinque pellicole più una incompiuta a causa della morte improvvisa di Fernandel (e quindi poi rigirata con differenti attori ma commercializzato con lo stesso nome):
- Il ritorno di don Camillo (1953)
- Don Camillo e l'onorevole Peppone (1955)
- Don Camillo monsignore... ma non troppo (1961)
- Il compagno don Camillo (1965)
- Don Camillo e i giovani d'oggi (1970) (incompiuto)

## Scene del film[15]

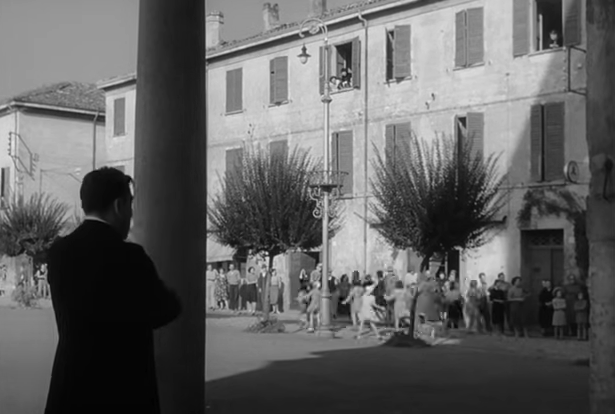
Don Camillo (Fernandel) assiste l'arrivo dei comunisti in piazza.
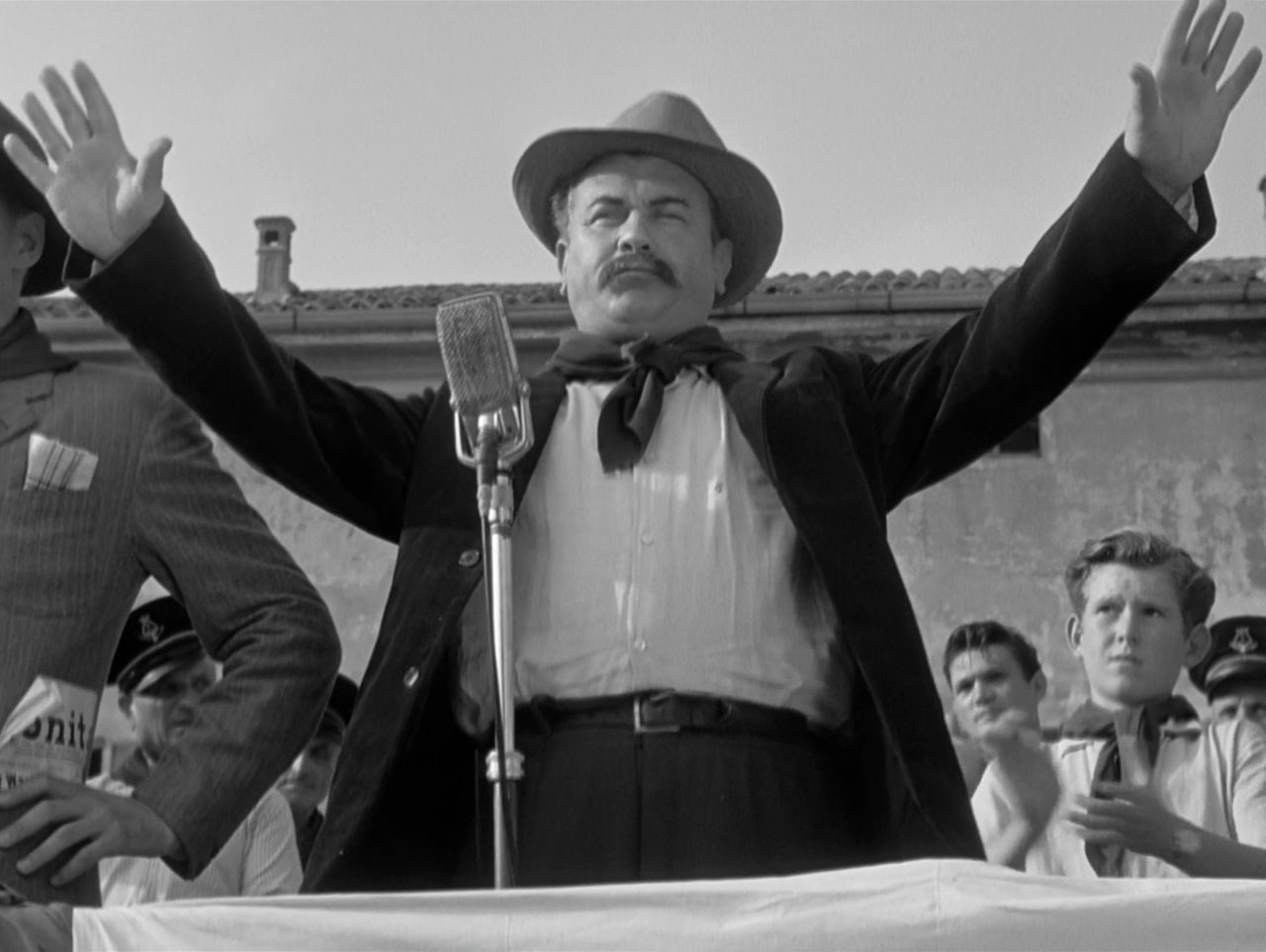
Peppone (Gino Cervi) in una scena, durante il comizio.
Cerratini (Manuel Gary) assieme a Peppone (Gino Cervi) in una scena.
Rosco della Bruciata (Armando Migliari) (al centro) con il figlio Mariolino (Franco Interlenghi) e Scartazzini (Giovanni Onorato) in una scena.
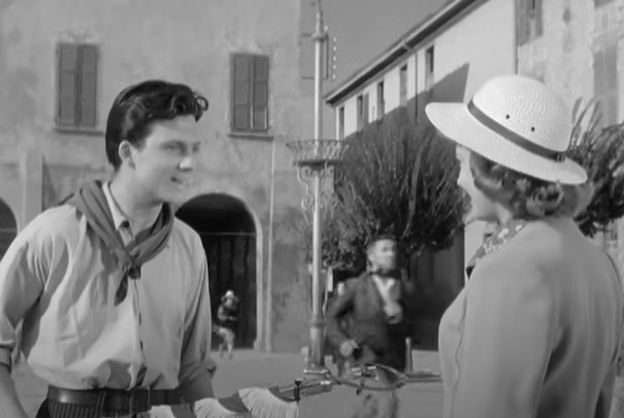
Mariolino e Gina in una scena.
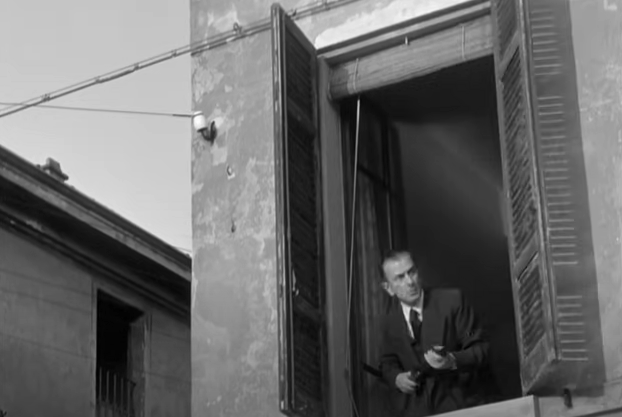
L'avvocato Stiletti (Mario Stiletti) armato in una scena.
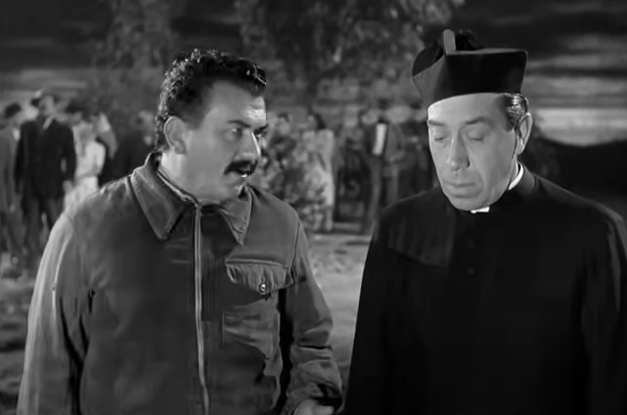
Peppone (Gino Cervi) e Don Camillo (Fernandel) in una scena mentre assistono un vecchio casolare che brucia.
Il sacrestano (Franco Pesce) con don Camillo (Fernandel) in una scena.
Don Camillo (Fernandel) in una scena.
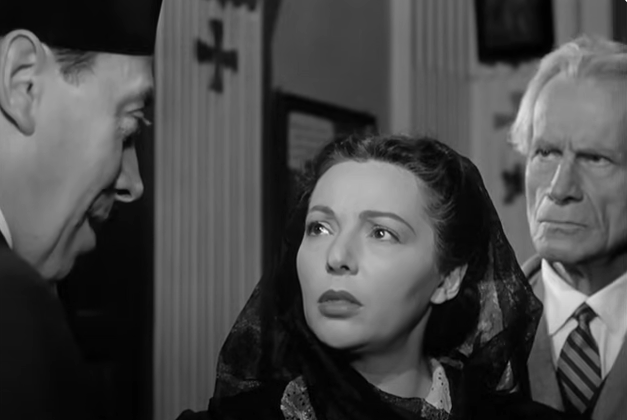
Don Camillo (Fernandel), Maria Bottazzi (Leda Gloria) e Ciro della Bruciata (Gualtiero Tumiati) discutono per celebrare il battesimo.
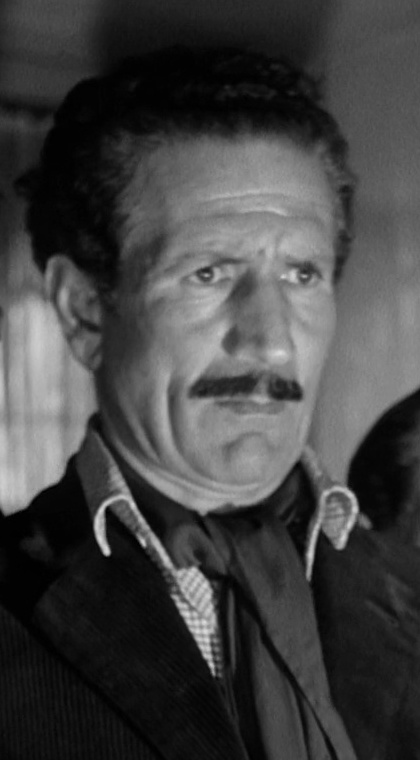
Scartazzini (Giovanni Onorato) in una scena.
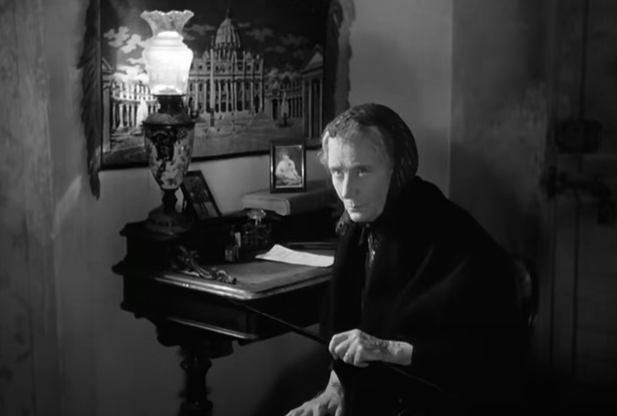
La signora Cristina (Sylvie) in una scena.
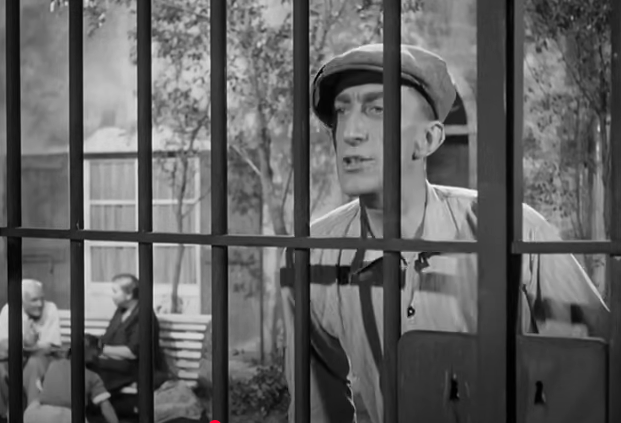
Lo Smilzo (Marco Tulli) in una scena.
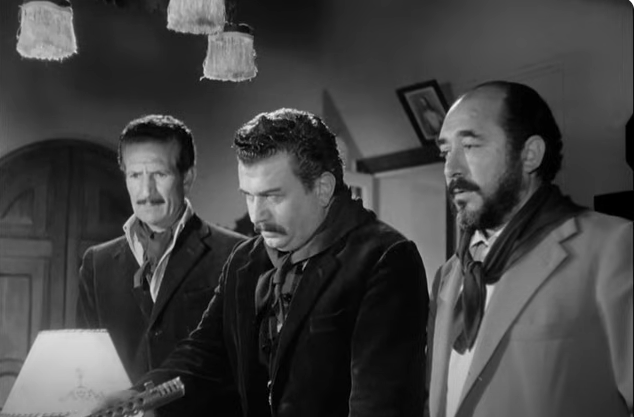
Scartazzini (Giovanni Onorato), Peppone (Gino Cervi) e il Brusco (Saro Urzì) spaventati dal mitra di Don Camillo.
Il vescovo (Charles Vissières) in una scena.
Gina Filotti (Vera Talchi) con Don Camillo (Fernandel) in una scena.
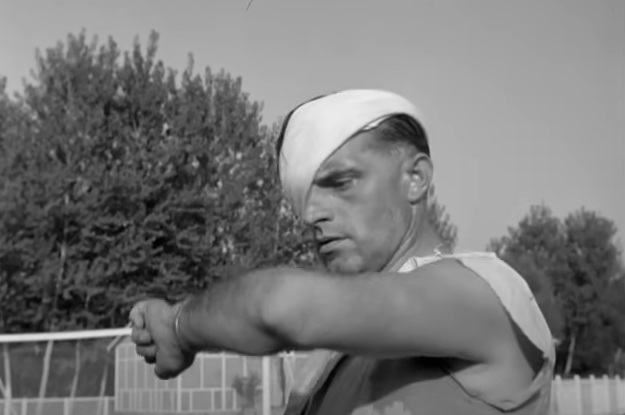
l'arbitro venduto (Italo Clerici) in una scena.
La signora Cristina (Sylvie) con Don Camillo (Fernandel) in una scena.
Un'altra scena con Don Camillo (Fernandel) e Peppone (Gino Cervi).
Un consigliere di maggioranza (Peppino De Martino) in una scena.